# Balkan (navire)
Pour les articles homonymes, voir Balkan.
Le Balkan est un navire affrété pendant la grande guerre par la compagnie Fraissinet, pour effectuer le transport de passagers sur la liaison Marseille-Calvi en remplacement de navires plus modernes réquisitionnés à la déclaration de guerre d'août 1914. Il fut torpillé par le UB 48 au large de la Corse, le 16 août 1918. Il y eut plus de 400 morts. Le navire originellement construit à Dumbarton en Écosse en 1882 par le constructeur Archibald McMillan & Son, faisait 79,24 m de longueur et 11,31 m de largeur.

## Torpillage
Le 15 août 1918, le vapeur le Balkan quitte le continent à destination de la Corse avec 519 passagers à bord dont 300 soldats permissionnaires. Dans la nuit du 15 au 16, le navire est repéré par un sous-marin allemand. Le vapeur est torpillé au large de Calvi. Il coule rapidement entraînant avec lui dans la mort, 417 passagers. Les secours repêcheront les 102 survivants. Certaines communes du nord de l'ile furent très éprouvées comme Ersa.
La mémoire de deux des victimes du torpillage du Balkan est honorée au cimetière Saint-Véran d'Avignon. On peut lire en effet sur la tombe de la famille Beron (carré 17, rangée 1, tombe 13) : « A la mémoire de Philippe Mattei, âgé de 48 ans et de Marie Mattei, née Beron, son épouse, âgée de 48 ans, disparus en mer le 16 août 1918 après le torpillage du Balkan ».